# Russenuil
De russenuil (Coenobia rufa) is een vlinder uit de familie uilen (Noctuidae). De wetenschappelijke naam is voor het eerst geldig gepubliceerd in 1809 door Haworth.
De soort komt voor in Europa.